# Donja Mikuljana
Donja Mikuljana (cyr. Доња Микуљана) – wieś w Serbii, w okręgu toplickim, w gminie Kuršumlija. W 2011 roku liczyła 89 mieszkańców.